# Neuenkirchen (Dithmarschen)
 For alternative betydninger, se Neuenkirchen. (Se også artikler, som begynder med Neuenkirchen)
Neuenkirchen er en by og kommune i det nordlige Tyskland, beliggende i Amt Kirchspielslandgemeinde Heider Umland i den centrale del af Kreis Dithmarschen. Kreis Dithmarschen ligger i den sydvestlige del af delstaten Slesvig-Holsten.

## Geografi
Neuenkirchen ligger mellem byerne Heide og Wesselburen. I kommunen ligger Tödienwisch mod vest, Böddinghusen, Blankenmoor og Tiebensee mod syd. I kommunen ligger desuden naturschutzgebietet Weißen Moor som er den sidste højmose i marsken i Slesvig-Holsten.

### Nabokommuner
Nabokommuner er (med uret fra nord) kommunerne Strübbel, Hemme, Stelle-Wittenwurth, Weddingstedt, Wesseln, Norderwöhrden, Oesterwurth og Schülp (alle i Kreis Dithmarschen).